# Свобода (Киевская область)
Свобода (укр. Свобода) — село, входит в Згуровскую поселковую общину Броварского района Киевской области Украины. До 2020 года входило в состав Згуровского района.
Население по переписи 2001 года составляло 209 человек. Почтовый индекс — 07640. Телефонный код — 4570. Занимает площадь 0,888 км².

## Местный совет
07640, Київська обл., Згурівський р-н, с. Безуглівка, вул. Крикуна, 2